# Hành Trình Đế Vương
Hành Trình Đế vương (Con Đường Đế vương; The Legendary Moonlight Sculptor) là một cuốn tiểu thuyết ánh sáng của Hàn Quốc  của Heesung Nam. Bộ truyện đã kết thúc với 1450 tập trên trang web kể từ tháng 7 năm 2019, và cuốn sách xuất bản mới nhất là tập 58 kể từ tháng 4 năm 2020.

## Hành Trình Đế vương
Legendary Moonlight Sculptor – Con Đường Đế vương là câu chuyện về kẻ bị thế giới ruồng bỏ, kẻ coi đồng tiền là tất cả, và đồng thời cũng là Thần Chiến tranh huyền thoại của trò chơi MMORPG nổi tiếng Lục Địa Phép Thuật. Trong nỗ lực giúp đỡ gia đình nợ nần của mình, Lee Hyun bán đấu giá nhân vật của mình với giá 3,9 tỷ won (gần 2,79 triệu USD). Tuy nhiên, một cuộc chạy đua đáng tiếc với những kẻ cho vay nặng lãi khiến Lee Hyun mất gần như toàn bộ số tiền của mình. Điều này khiến anh bước vào kỷ nguyên mới của trò chơi do MMORPG thực tế ảo đầu tiên, Royal Road, giúp đỡ người bà ốm yếu của mình và tiết kiệm đủ cho học phí đại học trong tương lai của em gái mình.

## Nhân vật

### Nhân vật chính

#### Weed (Lee Hyun)
Chưa học hết cấp ba, Lee Hyun là một game thủ tài năng với một khoản nợ khổng lồ, chủ yếu được thừa hưởng từ cha mẹ đã qua đời. Để kiếm tiền,  Lee Hyun bắt đầu chơi game, và bán nhân vật của mình ở game Lục Địa Phép Thuật, gây náo động vì đó là avatar mạnh nhất của trò chơi và kiếm được 3,9 tỷ Yên (khoảng 2,76 triệu đô la) từ nhân vật này. Tuy nhiên, do khoản nợ được thừa kế, phần lớn số tiền được bán được bị cướp mất bởi những kẻ cho vay nặng lãi, khiến Lee Hyun còn khoảng 90 triệu Yên (khoảng 75.000 USD). Với người bà ốm yếu và em gái trong tâm trí, anh tham gia VR- MMORPG mới ra mắt gần đây, Royal Road để kiếm thêm tiền. Lee Hyun hiện sử dụng tên avatar cũ của mình, Weed, trên Royal Road.
Trong suốt câu chuyện, anh được trao cho lớp bí mật - Nhà điêu khắc ánh trăng huyền thoại. Sự phát triển nhanh chóng và thành tích của anh giúp anh có được một vị trí trong Đại sảnh Danh vọng Hoàng gia, nơi cho phép 500 người chơi hàng đầu của trò chơi đặt video về cuộc phiêu lưu của họ trực tuyến. Thông qua một loạt các nhiệm vụ, anh trở thành Chúa tể của Morata, và sau đó là Vua Arpen. Ông thường được gọi là Người cai trị vĩ đại nhất ở miền Bắc. Anh ta đôi khi được thể hiện là linh mục trưởng của puljook shingyo (chủ nghĩa cỏ) vì anh ta làm nô lệ cho hàng trăm game thủ để xây dựng một nhân sư khổng lồ. Ông chỉ đưa cỏ hầm cho họ.

### Manhwa (Webtoon)
Một manhwa đã được tách ra từ Tiểu thuyết Ánh sáng ban đầu của nhà văn, Grimza, và nghệ sĩ, Kim Tae-Hyung  với tên gọi Hành Trình Đế vương Lưu trữ ngày 21 tháng 6 năm 2020 tại Wayback Machine. Nội dung của webtoon không đi chệch khỏi tiểu thuyết, với phần đầu tiên (năm mươi hai chương) bao gồm câu chuyện cho đến Tập 2, Chương 7 và phần thứ hai (năm mươi ba chương) bao gồm câu chuyện cho đến Tập 5, Chương 4. Nó hiện đang được công bố trên Tạp chí Kakao.

## Con số
Bộ sách đã bán được hơn một triệu cuốn sách trong một thị trường với khoảng 3,5 triệu độc giả và luôn đứng ở vị trí đầu tiên về doanh số sách điện tử.